# موکایوو
موکایوو (انگلیسی: Mukayevo) یک شهرک در شهرستان کارماسکالینسکی استان باشقیرستان کشور روسیه است.